# Counter-Strike 2
Counter-Strike 2 је тактичка видео-игра и пуцачина из првог лица коју је развио и објавио Valve. То је пета игра у Counter-Strike франшизи, развијена као надограђена верзија претходног издања, Counter-Strike: Global Offensive (2012). Игра је најављена 22.марта 2023, а објављена је 27. септембра 2023. за Windows и Linux оперативне системе, мењајући Counter-Strike: Global Offensive на Steam-у.
Као и његови претходници, у игри се супротстављају два тима — антитерористи и терористи — где играчи играју једни против других у разним режимима игре; постоје и додатни режими који се удаљавају од првобитно концепта. Counter-Strike 2 је добио техничка побољшања у односу на Global Offensive, укљућујући прелазак са Source енџина на Source 2, побољшану графику, и нову "sub-tick" серверску архитектуру. Поред тога, многе мапе из Counter-Strike: Global Offensive су ажуриране како би исткористиле потенцијал новог Source 2 енџина , при чему су неке мапе потпуно редизајниране.
По изласку, Counter-Strike 2 је добио генерално позитивне рецензије од професионалних критичара, са похвалама за игру и промењене мапе. Насупрот томе, пријем код играча био је подељен, а игра је добила хиљаде негативних оцена на Steam-у, постајући један од најниже оцењених Valve наслова на платформи. Критике су биле усмерене на перформансе игре, уклањање разних функција које су красиле Global Offensive, и укидање подршке за macOS оперативни систем, који је претходно био подржан у Global Offensive-у.

## Игра
Counter-Strike 2 је видео-игра за више играча тактичка пуцачина из првог лица, у којој се два тима, антитерористи и терористи, такмиче у испуњавању одређених задатака у зависности од изабраног режима игре. Већина режима се игра у више рунди; између рунди, играчи могу да купују различита оружја која ће користити у наредним рундама. У већини режима, играчи имају један живот по рунди; ако играч умре, неће моћи да настави игру све док се рунда не заврши. Нова механика у Counter-Strike 2 садржи волуметријску "физику димне бомбе", при којој се дим, који настане од димне бомбе, шири и попуњава простор, а може се мењати у реалном времену пуцањем или коришћењем ручне бомбе. Поред тога, игра има измењени мени за куповину оружја, који омогућава играчима да бирају између пет пиштоља, пет аутомата или сачмарица, и пет пушака. Ово укупно чини  петнаест оружја које играчи могу купити током меча.
Игра садржи два основна режима игре: Такмичарски енгл. Competitive и Premier. У Competitive режиму играчи се деле у два тима од по пет играча. Циљ терориста је да поставе C-4 (експлозив) на једну од две локације на мапи или да елиминишу све противнике, док антитерористи имају за циљ да елиминишу све терористе или да деактивирају постављени експлозив. Тим који испуни свој циљ побеђује у рунди и осваја бод. Укупно се може одиграти двадесет и четири рунде, а тим који први достигне тринаест бодова добија меч..Premier режим је сличан такмичарском, али овде играчи не могу сами да бирају мапу коју ће играти. Уместо тога, користи се систем гласања и избацивања мапа. Такође, измењен је систем рангирања – уместо старог система из Global Offensive-а, који је груписао играче у осамнаест ранкова, сада је уведен нумерички ранк.  Стари систем рангирања и даље постоји у Competitive режиму, али се ранкови добијају посебно на свакој мапи.
Поред главних такмичарских режима, Counter-Strike 2 такође укључује пет додатних режима игре: Wingman, Casual, Deathmatch, Hostage, и Arms Race. Wingman ставља по два играча у сваки тим и има само једну локацију за постављање бомбе, при чему први тим који освоји девет бодова побеђује у мечу. Casual режим се игра идентично као Competitive, с тим што има више играча у оба тима. Deathmatch је режим у којем нема тимова, а циљ је постићи што више убистава у одређеном временском периоду. Hostageрежиму, терористи држе таоце, које антитерористи морају ослободити. Arms Race је другачији од осталих модова, јер не постоји мени за куповину оружја. Уместо тога, сваки играч добија ново оружје након сваког убиства, а последње оружје је златни нож. Први играч који убије противника златним ножем побеђује у мечу.

## Развој
Valve је развио Counter-Strike 2 са Source 2 game engine-ом као наставак на  Counter-Strike: Global Offensive (2012). Различите карактеристике из Global Offensive су ажуриране током развоја игре како би користиле предности Source 2. Ово је прво издање у Counter-Strike серији након више од десет година. Поред промена у game engine-у, игра је развијена заједно са новом серверском архитектуром, омогућавајући "sub-tick" игру која се прецизније синхронизује са уносом играча.
Многе мапе из Global Offensive добиле су надоградње како би искористиле предности Source 2, укључујући ново осветљење и  физички засноване материјале. Valve је мапе поделио у три групе приликом њиховог редизајна: "Touchstone" за мапе које су остале непромењене (нпр. Dust II), "Upgrades" за мапе које су добиле велике графичке надоградње са новим карактеристикама Source 2 (нпр. Nuke), и "Overhauls" за мапе које су потпуно редизајниране (нпр. Inferno). Поред тога, сви украсни предмети из Global Offensive, укључујући скинове за оружја, ножеве и рукавице, пребачени су у Counter-Strike 2.

### Музика
Музику за Counter-Strike 2 компоновао је композитор Mike Morasky, који је радио и на играма Half-Life: Alyx (2020),  Portal 2 (2011), и Team Fortress 2 (2007). Песме за Counter-Strike 2 је издао Ipecac Recordings за дигиталне платформе 1. новембра 2023. године. 

## Издање
Након гласина о ажурирању Source 2 за Global Offensive раније тог месеца, Counter-Strike 2 је званично најављен 22. марта 2023. године, а објављена су три видео-снимка која приказују промене направљене у односу на Global Offensive су објављена. 
Касније тог дана, бета верзија Counter-Strike 2, позната као "Ограничени Тест", је пуштена за одабране играче Global Offensive-а. Током трајања Ограниченог теста, нови аспекти игре били су доступни за тестирање путем ажурирања, укључујући унапређене мапе,ревидирани систем избора оружја и нове алате за креирање који омогућавају играчима да дизајнирају прилагођене мапе, скинове за оружје и налепнице.
1. септембра 2023. године, Ограничени тест постао је доступан свима који су купили Global Offensive пре него што је игра постала бесплатна 2018. године, и који су били активни у такмичарским мечевима.
Counter-Strike 2 је објављен 27. септембра 2023. године, замењујући Global Offensive на платформи Steam. Ово је довело до гашења Global Offensive-а, осим заједничких сервера, који су доступни преко "legacy" огранка Global Offensive-а. 
Неколико функција из Global Offensive-а је уклоњено, укључујући модове игре "Arms Race" и "Danger Zone", разне мапе за више играча, попут Train и Cache, као и свих 167 достигнућа у игри.Поред тога, подршка за macOS оперативни систем и старије хардверске конфигурације, укључујући  DirectX9 и 32-битне оперативне системе, обустављена је, а будућа ажурирања за Counter-Strike 2 биће доступна само за 64-битне Windows и Linux системе.

### Проблеми са варањем
Иако је Counter-Strike 2 дошао са новим и побољшаним графичким мотором, јавио се проблем недостатка квалитетног анти-чит система. Према заједници Counter-Strike 2, проблем који је већ постојао у Global Offensive-у се погоршао у новој игри. Систем VAC који се користио био је неефикасан и није откривао варалице.
Након ажурирања 19. августа 2024. године, које је донело VacNet 3.0, многе варалице су идентификоване.

### Ажурирања након издања
У новембру 2023. године, подршка за Steam Workshop је омогућена за Counter-Strike 2, чиме је играчима омогућено да шаљу прилагођене мапе у Workshop и играју их у офлајн мечевима и на серверима које хостује заједница.
У фебруару 2024. године, мод игре „Arms Race“ из Global Offensive-а је додат у Counter-Strike 2 као део ажурирања „Call to Arms“;;  ово ажурирање такође укључује ревидиране верзије мапа „Baggage“ и „Shoots“ из Global Offensive-а, прилагођавања за оружје „Zeus“ (електрошокер), као и „Kilowatt Case“, кутију са оружјем која садржи 17 скинова за оружје које је креирала заједница. 
У априлу 2024. године, поставке за „view model“ оружја за леворуког играча су додате у Counter-Strike 2, након што су биле изостављене из почетне верзије игре, а мапа Dust II је додата у мапу за Premier мод игре, замењујући Overpass.
У мају 2024. године, додат је систем изнајмљивања за „Kilowatt Case“, који омогућава играчима да изнајме све скинове за оружје на једну недељу, заједно са прилагођавањима трајања и распростирања пламена од запаљивих граната које користе антитерористи. У јуну 2024. године, пет мапа креираних од стране заједнице — „Thera“, „Mills“, „Memento“, „Assembly“, и „Pool Day“ — су додате у Counter-Strike 2.

## Пријем

### Критички пријем
Counter-Strike 2 је добио „углавном повољне рецензије“, према сајту за агрегирање рецензија Metacritic, који је израчунао просечну оцену од 82/100, на основу 16 критичких рецензија. OpenCritic је утврдио да је 88% критичара препоручило игру.
Џејк Такер из TechRadar-а је дао Counter-Strike 2 оцену 4 од 5 звездица, похваливши игру због „чисте“ пуцњаве и „глатког“ кретања, али је критиковао непријатељство према новим играчима и недостатак функција приступачности. Вил Џад из Eurogamer-а такође је дао оцену 4 од 5 звездица, хвалећи тренутке пуцњаве и редизајниране мапе, али је критиковао стабилност игре и недостатак алтернативних модова игре који одступају од такмичарског фокуса.
Крис Шив из Hardcore Gamer-а описао је Counter-Strike 2 као „углавном позитивно ажурирање за Global Offensive“ и дао оцену 4/5.
Чарли Тил из Polygon-а назвао је Counter-Strike 2 „значајним кораком напред за франшизу“, хвалећи промене у руковању оружјем, визуелном приказу, звучном дизајну и уметничкој режији игре. Ед Торн, уредник за рецензије Rock Paper Shotgun-а, изјавио је да Counter-Strike 2 „осликава оно што чини Counter-Strike успешним“, иако је приметио да је игра у време почетног издања деловала „помало скромно и несигурно“. Био је уверен да ће Valve „имати FPS који ће временом надмашити Global Offensive“. Рич Стентон из PC Gamer-а коментарисао је да му је прелазак на Counter-Strike 2 из Global Offensive-а деловао као играње „режисерске верзије“ нечега што је већ играо, а не као ново искуство.

### Пријем од стране играча
Прве реакције играча биле су критичне због уклањања неколико модова игре који су били присутни у Global Offensive-у, као што су "Arms Race" и "Danger Zone", као и због престанка подршке за оперативни систем macOS, који је раније био подржан у Global Offensive-у, и уклањања свих постигнућа у игри. Због уклоњеног садржаја, игра је добила хиљаде негативних рецензија на Steam-у, које су биле сакривене међу 7,5 милиона претходних рецензија за Global Offensive, од којих је већина била позитивна. Грејем Смит из Rock Paper Shotgun-а коментарисао је да Counter-Strike 2 не би требало да користи рецензије из Global Offensive-а као подршку, јер су то две игре. Према његовим речима, ако би се урачунале само рецензије за Counter-Strike 2, страница продавнице показала би мешовите повратне информације од играча, еквивалентне 59%.
У октобру 2023. године, PCGamesN и Den of Geek известили су да је Counter-Strike 2 постао најлошије оцењена игра од стране Valve-а на Steam-у, при чему су главне критике играча биле усмерене на перформансе игре и уклоњени садржај.

### Приходи
Према извештајима Eurogamer-а и Dot Esports-а, Counter-Strike 2 је остварио процењени приход од једне милијарде америчких долара кроз продају кутија са скиновима до краја 2023. године, уз више од 400 милиона отворених кутија током те године.

### Награде
| Датум              | Награда                | Категорија          | Номиновани       | Резултат   | Референце |
| ------------------ | ---------------------- | ------------------- | ---------------- | ---------- | --------- |
| 10. новембар 2023. | Golden Joystick Awards | Still Playing Award | Counter-Strike 2 | Номинација | [ 56 ]    |
| 7. децембар 2023.  | The Game Awards        | Best Esports Game   | Counter-Strike 2 | Номинација | [ 57 ]    |